# Slag bij Zenta

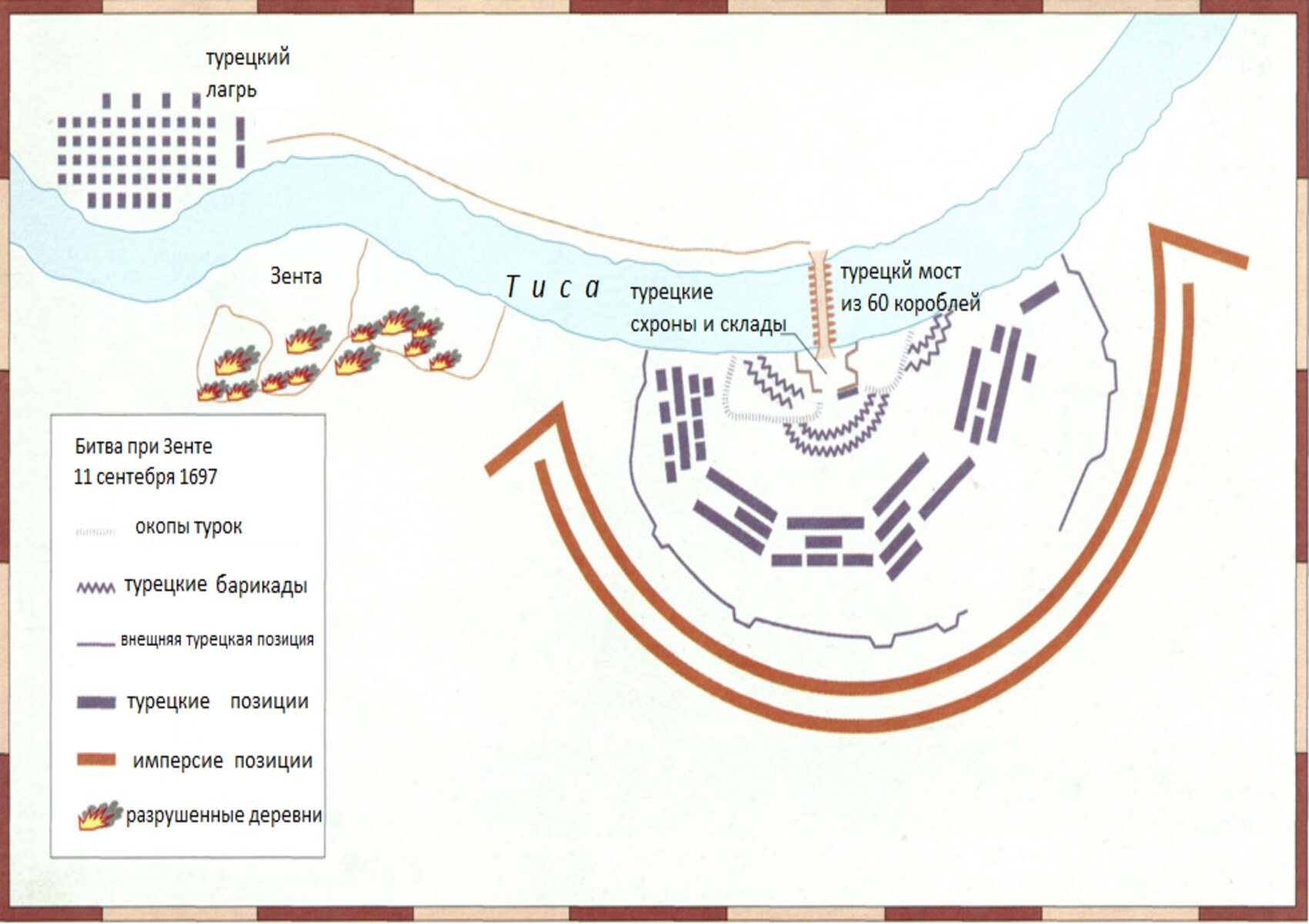
Het Habsburgse leger (bruin) omsingelt de Turkse troepen.

De Slag bij Zenta vond plaats op 11 september 1697 ter hoogte van de stad Senta. Terwijl de Turkse troepen onder leiding van sultan Mustafa II de rivier de Tisza overstaken werden ze in de pan gehakt door het Habsburgse leger onder leiding van prins Eugenius van Savoye.

## Achtergrond
Na verschillende belegeringen van Belgrado (1688, 1690, 1693) was de stad terug in Turkse handen, daarna wonnen de Ottomanen tussen 1695 en 1696 drie veldslagen op een rij. De ambitie van sultan Mustafa II was het veroveren van het Koninklijk Hongarije. Op 18 augustus vertrok hij met een enorm leger vanuit Belgrado naar Szeged.

## Slag
Prins Eugenius van Savoye volgde van op afstand de Turkse troepenbeweging en toen ze ter hoogte van Senta de rivier de Tisza overstaken, sloeg hij toe. De Ottomanen waren totaal verrast en konden geen kanten op. Er brak paniek uit en duizenden soldaten vielen in de rivier. De Oostenrijkse artillerie maakte de zaak af. Dertigduizend Turkse soldaten verloren het leven, inclusief de grootvizier Elmas Mehmed Pasja, de Oostenrijkers verloren slechts 429 man.

## Vervolg
Prins Eugenius van Savoye volgde zijn overwinning op en op 23 oktober verwoestte hij de stad Sarajevo. Beide nederlagen dwongen de Ottomanen tot de onderhandelingstafel. Op 26 januari 1699 werd de Vrede van Karlowitz getekend, die een einde maakte aan de Grote Turkse Oorlog.